# Alte Anatomie (Ingolstadt)

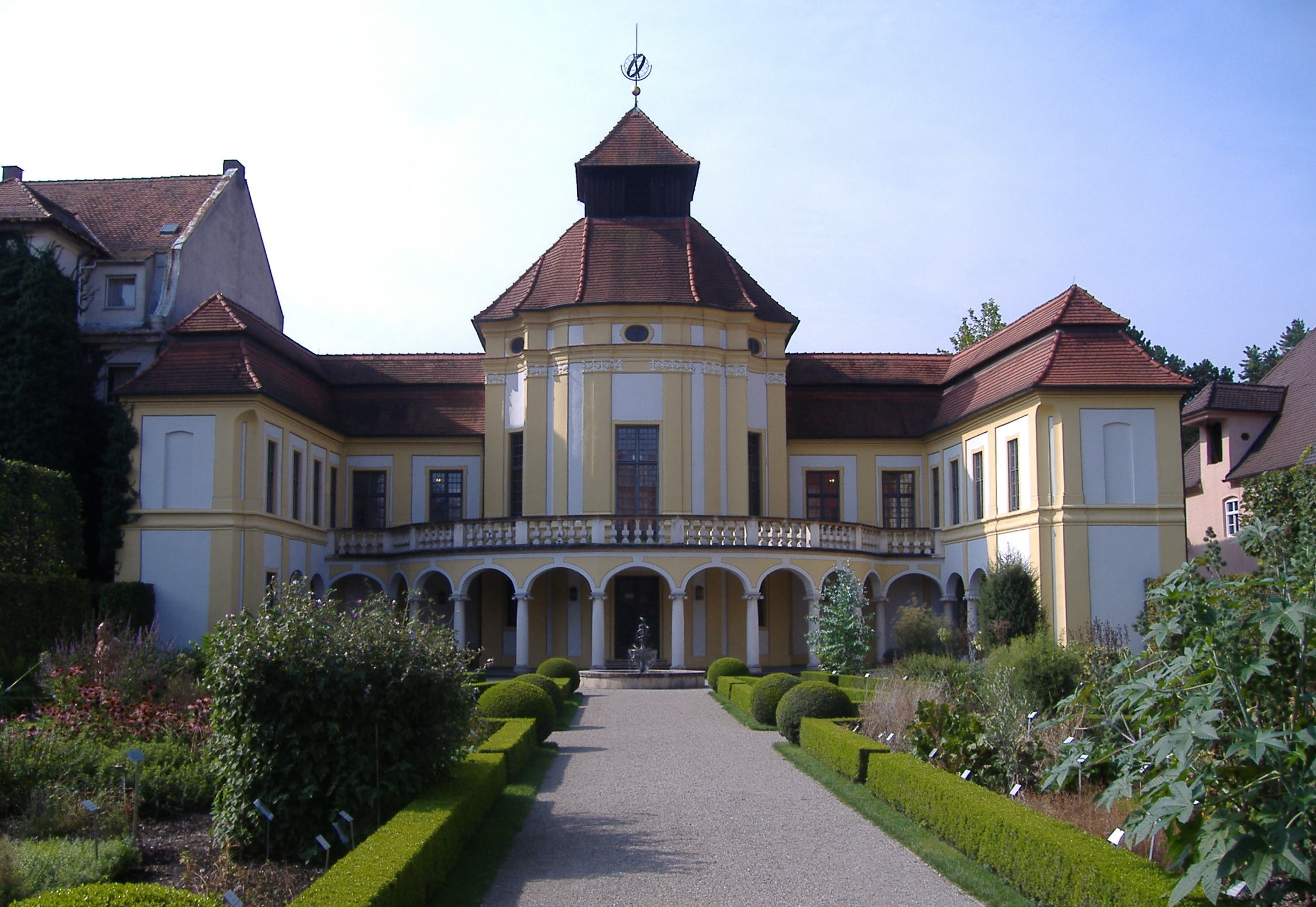
Die Alte Anatomie Ingolstadt.

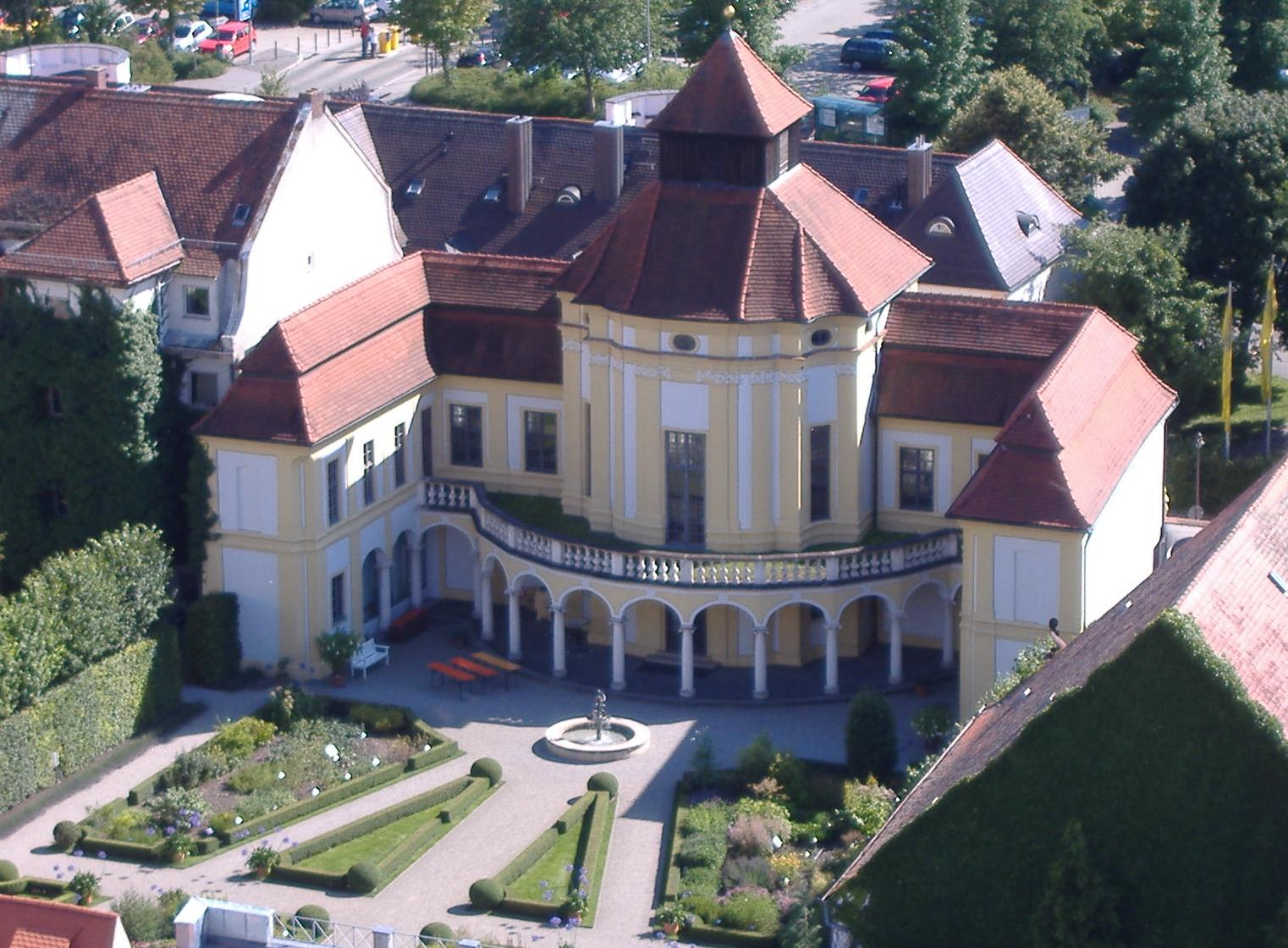
Die Alte Anatomie in Ingolstadt vom Münster aus gesehen.

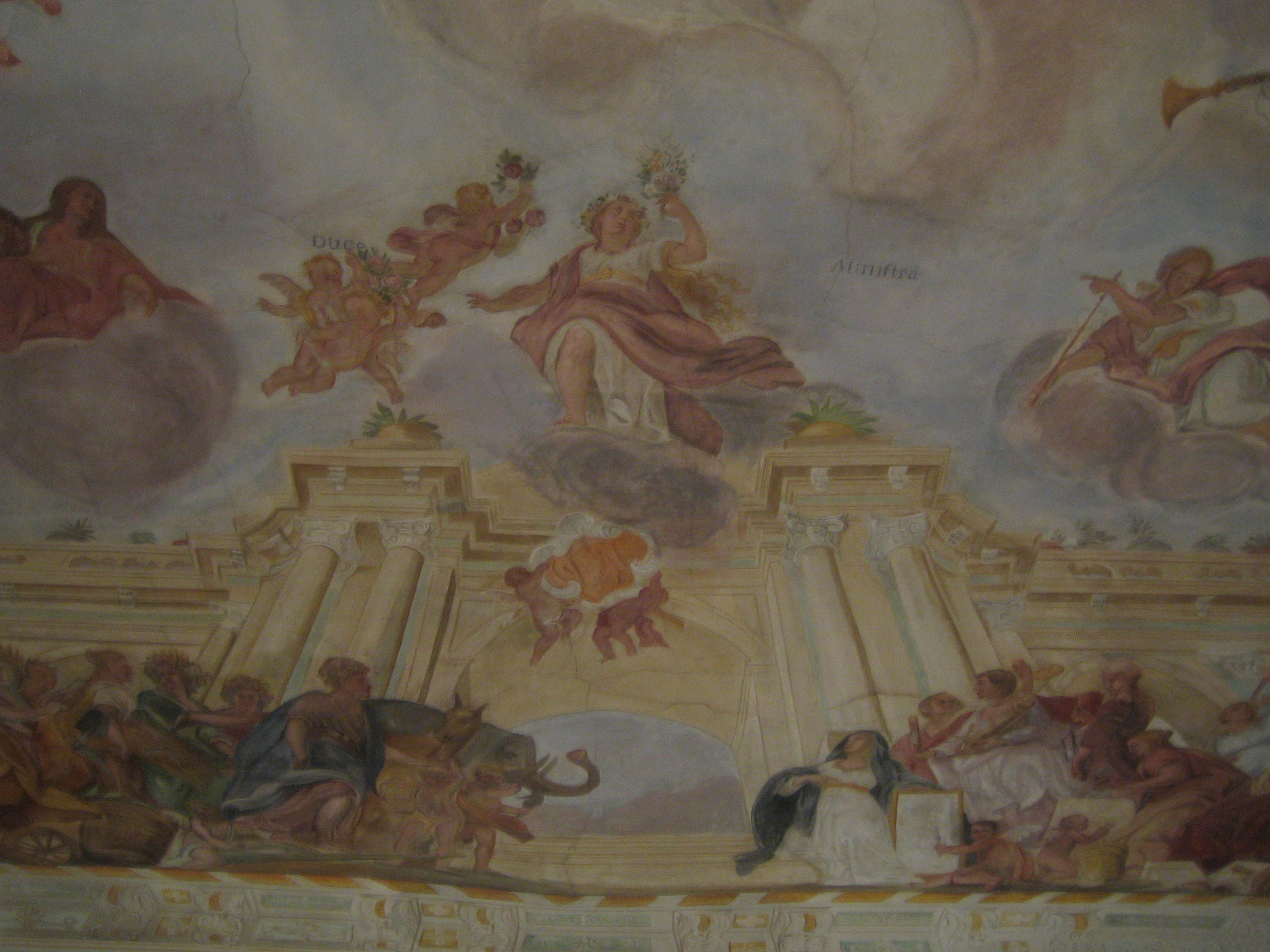
Deckenfresko im Hörsaal von Melchior Puchner.

Die Alte Anatomie ist ein barocker Profanbau in Ingolstadt, der in den Jahren 1723 bis 1736 nach Plänen des Eichstätter Hofbaudirektors Gabriel de Gabrieli im Auftrag der Medizinischen Fakultät der Universität Ingolstadt unter dem damaligen Anatomie-Ordinarius Johann Adam Morasch erbaut wurde. Der durch Pilaster und Gesimse gegliederte Bau hat ein Mansarddach, wobei der turmartig überhöhte Mittelpavillon von einem weitgehend rekonstruiertem Arkadengang umzogen wird.

## Entstehungsgeschichte
Bereits im 16. Jahrhundert waren die Räumlichkeiten der Hohen Schule nicht mehr ausreichend und die medizinische Fakultät wich etwa für Sektionen in andere Gebäude aus. Im Jahr 1685 entstand zudem ein botanischer Garten für die Mediziner, um verschiedene Arzneipflanzen zu kultivieren. Nachdem Ende des 17. Jahrhunderts ein kompletter Universitätsneubau nicht zuletzt aus Kostengründen abgelehnt wurde, erwarb die Medizinische Fakultät das zwischen der Hohen Schule und der Stadtmauer gelegene Grundstück. Mit dem Entwurf wurde der Hofbaudirektor des Bischofs von Eichstätt, Gabriel de Gabrieli, betraut. Es entstanden Pläne eines Gebäudes im Stil einer Orangerie bzw. eines kleinen Schlösschens, in dessen Mitte sich der große Hörsaal befindet. Finanziert wurde der Bau größtenteils über Geldspenden. Da gegenüber ersten Planungen auch die Flügel aufgestockt wurden und weitere Ergänzungen vorgenommen wurden, zog sich der Bau bis 1736 hin, als der amphitheaterähnliche Hörsaal mit dem barocken Deckenfresko von Melchior Puchner fertiggestellt wurde.

## Universitätsgebäude
Die Alte Anatomie wurde bis 1800 als Universitätsinstitut genutzt. In ihr lehrten Professoren wie Johann Leonhard Obermayr und Heinrich Palmaz von Leveling. Im Österreichischen Erbfolgekrieg wurde das erst zehn Jahre alte Gebäude im Jahr 1745 stark beschädigt, erst in den 1750er Jahren konnten die gröbsten Schäden beseitigt werden. 1777 wurde der botanische Garten nach dem Linné’schen System umgestaltet, bevor die Universität Ingolstadt nach Landshut verlegt wurde.

## Weitere Nutzung
Nach dem Wegzug der Universität verfiel das Gebäude und wurde unter anderem sogar als Bauernhof genutzt. Anfang der 1970er Jahre kaufte die Stadt Ingolstadt die Alte Anatomie aus Anlass des 500-jährigen Jubiläums der Universitätsgründung und restaurierte das Gebäude, wobei unter anderem die ursprüngliche Raumstruktur wiederhergestellt wurde. 1971 wurde vom Ingolstädter Stadtrat beschlossen, das Deutsche Medizinhistorische Museum in der Alten Anatomie unterzubringen, das sie bis heute beherbergt.